# 旅行業法
旅行業法（りょこうぎょうほう、昭和27年法律第239号）は、旅行業等を営む者について登録制度を実施し、あわせて旅行業等を営む者の業務の適正な運営を確保するとともに、その組織する団体の適正な活動を促進することにより、旅行業務に関する取引の公正の維持、旅行の安全の確保および旅行者の利便の増進を図ることに関する法律である。（同法第1条）

## 構成
- 第1章　総則（第1条~第2条）
- 第2章　旅行業等（第3条~第22条） 
  - 第1節　旅行業及び旅行業者代理業（第3条~第22条）
  - 第2節　旅行サービス手配業（第23条~第40条）
- 第3章　旅行業協会（第41条~第63条）
- 第4章　雑則（第64条~第73条）
- 第5章　罰則（第74条~第83条）
- 附則

## 概説
旅行業法は制定以来改正を繰り返してきたが、基本的に、日本国内の旅行業者による旅行商品の店頭販売、団体旅行が中心の時代に対応した内容であり、現在の旅行のあり方と乖離が大きくなっていることが指摘されている。このため、観光庁では、今後の方向に関して議論を行い、その結果を受けて、2017年（平成29年）6月2日に通訳案内士法及び旅行業法の一部を改正する法律(平成29年法律第50号)が公布され2018年1月4日から施行された。主な改正点は、次のとおりである。
1. 地域の観光資源・魅力を生かした体験・交流型旅行商品の企画・販売の促進。
  - 営業所ごとに選任が必要な「旅行業務取扱管理者」について、特定地域の旅行商品のみを取り扱う営業所に対応した「地域限定旅行業務取扱管理者」資格の創設。
  - 「旅行業務取扱管理者」の1営業所1名の選任基準を緩和。
2. 旅行サービス手配業者の業務の適正化。
  - 旅行サービス手配業（いわゆるランドオペレーター）の登録制度を創設し、管理者の選任、書面の交付等を義務付け。

## 海外諸国との差異
日本の旅行業法は、日本で旅行業を営む者に対して登録を必要とすることを規定しており、日本では旅行業は許認可事業として位置付けられている。他方諸外国では、旅行業が許認可事業として位置付けられているとは限らず、法律に違反した場合の取締の有無や、営業保証金制度の有無など、諸外国との間に種々の差異がある。

## 外資系旅行会社の扱い
旅行業法は日本国内に営業所を持たない事業者は対象外である。現在インターネットの普及に伴い、国内・海外旅行の別を問わず、外資系旅行会社を通じて旅行契約を行う日本人が増加しているが、日本国内の旅行者向けに取引を行う事業者であっても、日本国内に営業所がない場合は、日本での旅行業登録は不要となる。国土交通大臣は、海外OTA等の外国法人に対して旅行業法における罰則の適用は実質的に困難と言明している。このため、旅行業法の規制下に置かれる日本の旅行業者からは、外資系旅行会社との間で競争条件に不公平が生じているとの指摘もあるが、旅行業取引のあり方についての国際的な議論の必要性も提起されている。

## 資格
- 旅行業務取扱管理者